# 洛杉矶轻轨A线
洛杉磯輕軌A線（原名藍線）是一條位於美國加州洛杉矶郡都会运输局管理的輕軌路線。 路線連接阿蘇薩和長灘市，该線從阿蘇薩太平洋大學/柑橘學院、帕薩迪納、南帕薩迪納、洛杉磯聯合車站、洛杉磯市中心、威洛布魯克、康普頓，最终到达長灘。

## 历史
洛杉磯曾經擁有全球最廣泛的電車系統：太平洋電力鐵路 (Pacific Electric Railway）的“紅色列車”曾於全長1770公里（1100英里）的軌道網上運行，每天提供2800班列車服務。 另外，洛杉磯鐵路 (Los Angeles Railway）旗下的「黃色列車」也曾在市內及外圍地區的多數主要街道上運行。目前 A 線的大部分路線都遵循太平洋電力公司鐵路長灘線的路線。
兩間公司提供的鐵路服務於1930年代初期達至載客量最高峰；二戰期間的載客量也曾回升。後來，由於汽車日漸普及，導致路面交通越來越繁忙，連帶電車的行駛速度也越來越慢。 在1958年陷入困境的太平洋電車和洛杉磯鐵路系統被原洛杉磯城市交通管理局接管，很快在1961這些線路被轉為普通的公交車運營，隨後在1964年被南加州交通運輸部門接管。 然而， 隨著都會區內的人口飆升至一千四百萬，交通擠塞問題愈見嚴重，而有關當局亦明白單靠興建高速公路並無法解決交通問題。 洛杉磯縣的居民於1980年代投票，並透過徵收銷售稅（每次交易徵收半美分）來集資興建鐵路網。
花費3.24億美元建設的藍線 （A 線）於1990年開通，採用紅色列車於1961年停駛後剩下的部分路段。 更標誌著鐵路公交服務重返洛杉磯。 線路的設計和建設由鐵路建設總公司負責，現在為洛杉磯郡都會運輸局（也稱為Metro）的附屬公司；洛杉磯郡都會運輸局成立於1993年由南加州交通運輸部門和洛杉磯縣交通委員會合併而成。

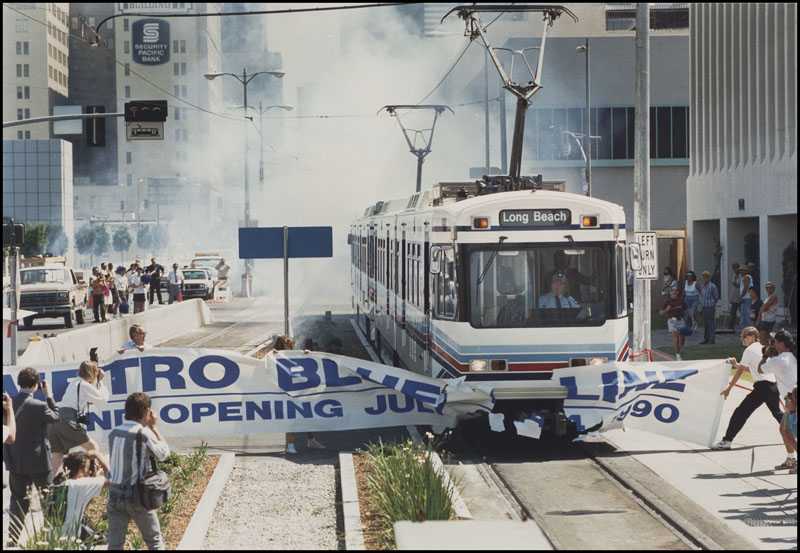
花費3.24億美元建設的藍（A）線於1990年開通。

該線最初是兩節車輛編組運行的，但事實證明客流量比預期的更多，於是在2000-2001年間花費了1100萬美元對19輛列車加長至3節編組。
地區連接線 2023 年 6 月 16 日開放。 通過市區隧道連接 A、E 和 L 線的地鐵項目。延伸線從第七街/大都會中心向東北延伸，經過聯合車站並連接到小東京/藝術區。因此, A 線沿著以前的 L 線路線，前往阿蘇薩的阿蘇薩太平洋大學／柑橘學院車站。

## 車站列表
| 中文站名                   | 英文站名 | 轉乘／備註                                          | 啟用日期      | 所在地            |
| -------------------------- | -------- | --------------------------------------------------- | ------------- | ----------------- |
| 阿蘇薩太平洋大學／柑橘學院 |          |                                                     | 2016年3月5日  | 阿蘇薩            |
| 阿蘇薩市中心               |          |                                                     | 2016年3月5日  | 阿蘇薩            |
| 伊文代爾                   |          |                                                     | 2016年3月5日  | 伊文代爾          |
| 杜亞特／希望之城           |          |                                                     | 2016年3月5日  | 杜亞特            |
| 蒙羅維亞                   |          |                                                     | 2016年3月5日  | 蒙羅維亞          |
| 阿卡迪亞                   |          |                                                     | 2016年3月5日  | 阿卡迪亞          |
| 馬德雷山別墅               |          |                                                     | 2003年7月26日 | 帕薩迪納          |
| 阿倫                       |          | 您可以在阿倫街轉乘帕薩迪納城市學院班車              | 2003年7月26日 | 帕薩迪納          |
| 湖                         |          |                                                     | 2003年7月26日 | 帕薩迪納          |
| 紀念公園                   |          | 在 Raymond Street 轉乘 Express 501 巴士前往北好萊塢 | 2003年7月26日 | 帕薩迪納          |
| 德爾馬                     |          |                                                     | 2003年7月26日 | 帕薩迪納          |
| 菲爾莫爾                   |          |                                                     | 2003年7月26日 | 帕薩迪納          |
| 南帕薩迪納                 |          |                                                     | 2003年7月26日 | 南帕薩迪納        |
| 高地公園                   |          |                                                     | 2003年7月26日 | 洛杉磯            |
| 西南博物館                 |          |                                                     | 2003年7月26日 | 洛杉磯            |
| 文化遺產廣場               |          |                                                     | 2003年7月26日 | 洛杉磯            |
| 林肯／塞普雷斯             |          |                                                     | 2003年7月26日 | 洛杉磯            |
| 華埠站                     |          |                                                     | 2003年7月26日 | 洛杉磯市中心      |
| 聯合車站                   |          | B線 D線 J线 美鐵 南加州都會鐵路 FlyAway公車         | 2003年7月26日 | 洛杉磯市中心      |
| 小東京／藝術區             |          | E线                                                 | 2023年6月16日 | 洛杉磯市中心      |
| 百老匯歷史核心             |          | E线                                                 | 2023年6月16日 | 洛杉磯市中心      |
| 格蘭德大道藝術館／碉堡山   |          | E线 J线                                             | 2023年6月16日 | 洛杉磯市中心      |
| 7街／大都會中心            |          | E线 B線 D線 J线                                     | 1991年2月15日 | 洛杉磯市中心      |
| 皮科                       |          | E线 J线 此站距离加密貨幣網體育館一个街区            | 1990年7月14日 | 洛杉磯市中心      |
| 格蘭／洛杉磯貿易技術學院   |          | J线                                                 | 1990年7月14日 | 洛杉磯市中心      |
| 聖佩德羅                   |          |                                                     | 1990年7月14日 | 洛杉磯（中南部）  |
| 華盛頓                     |          |                                                     | 1990年7月14日 | 洛杉磯（中南部）  |
| 維農                       |          |                                                     | 1990年7月14日 | 洛杉磯（中南部）  |
| 斯勞森                     |          |                                                     | 1990年7月14日 | 洛杉磯（中南部）  |
| 佛羅倫斯                   |          |                                                     | 1990年7月14日 | 佛羅倫斯-格拉漢姆 |
| 火石                       |          |                                                     | 1990年7月14日 | 佛羅倫斯-格拉漢姆 |
| 103街／瓦特塔              |          |                                                     | 1990年7月14日 | 洛杉磯（瓦特）    |
| 威洛布魯克／羅莎·帕克斯    |          | C线                                                 | 1990年7月14日 | 威洛布魯克        |
| 康普頓                     |          |                                                     | 1990年7月14日 | 康普頓            |
| 阿蒂西亞                   |          |                                                     | 1990年7月14日 | 康普頓            |
| 德爾阿莫                   |          |                                                     | 1990年7月14日 | 卡森              |
| 沃德洛                     |          |                                                     | 1990年7月14日 | 長灘              |
| 柳樹街                     |          |                                                     | 1990年7月14日 | 長灘              |
| 太平洋海岸公路             |          |                                                     | 1990年7月14日 | 長灘              |
| 安納海姆街                 |          |                                                     | 1990年7月14日 | 長灘              |
| 5街 （只限南行）           |          |                                                     | 1990年9月1日  | 長灘              |
| 1街 （只限南行）           |          |                                                     | 1990年9月1日  | 長灘              |
| 長灘市中心 （只限北行）    |          | 此站步行六百公尺可達長灘太平洋水族館                | 1990年9月1日  | 長灘              |
| 太平洋大道 （只限北行）    |          |                                                     | 1990年9月1日  | 長灘              |

## 未來計劃

### 山麓延伸
交通局現正打算利用位於圣盖博谷，原屬艾奇遜、托皮卡和聖塔菲鐵路的固有路軌，將A線北部支線的終點站從阿蘇薩延伸至聖貝納迪諾縣的蒙特克莱尔。整個延線計劃完成後 （2025），A線的總長度將超越50英里（80公里），成為網絡中最長的鐵路線。